# 私の中の「いい女」
「私の中の「いい女」」（わたしのなかのいいおんな）は、中村中の3枚目のシングル。

## 概要
2006年11月15日に発売された。CDとCD+DVDの2形態が同時リリースされている。
PVでは初めてドラム叩き語りのパフォーマンスを見せており、この曲で音楽テレビ番組に出演した際にもドラムを叩きながら歌唱した。ちなみにPV内で中村がトイレの中で読んでいるマンガのタイトルは『チューインガム』であり、これは同日に発売されたAAAのシングル「チューインガム」（中村が作詞作曲を手がけ、PVにも出演している）を示唆している。

## 収録曲
1. 私の中の「いい女」
  - TBS系ドラマ愛の劇場『いい女』主題歌

ドラマのタイアップをもとに書き上げられた曲で、本人曰く「ありのままの自分をさらけ出していい女になろう」という女性に対する応援歌になっている。
2. 部屋の片隅
フルートとクラリネットを起用している。本作で発表以前に「友達の詩」インディーズ盤に初期の音源が収録されている。シングルバージョンとしてのアルバム収録はないが、2枚目のアルバム『私を抱いて下さい』にはアルバムバージョンとしてリアレンジして再録されている。

DVD
1. 私の中の「いい女」 [MUSIC CLIP]